# صوت الأحرار (جريدة جزائرية)
جريدة صوت الأحرار هي صحيفة يومية إخبارية جزائرية تصدر باللغة العربية وهي تابعة لحزب جبهة التحرير الوطني المديرها العام، ومسؤول النشر :محمد نذير بولقرون، رئيس تحريرها : يوسف شنيتي

## التأسيس
تأسست صحيفة صوت الأحرار في 24 فيفري 1998 وتصدر عن دار الصحافة الجديدة.

## التاريخ
.

## أهدافها
.

## وصلات خارجية
- الموقع الرسمي لجريدة صوت الأحرار .